# Otávio Bulgarelli
Otávio Didier Bulgarelli (São Gonçalo do Sapucaí, 15 de outubro de 1984) é um ciclista de estrada profissional brasileiro, que atualmente (2016) compete pela equipe Team Cycling Funvic de São José Dos Campos. Foi o Campeão Brasileiro de Ciclismo de Estrada em 2012.

## Carreira
Quando mais novo, praticava corrida de kart, mas aos 13 anos, assistiu uma prova de triatlo e interessou-se pela corrida de bicicletas. Foi a partir de então que Bulgarelli começou a praticar o ciclismo.
Entre os anos de 2007 e 2009, foi atleta da equipe Suzano-Flying Horse-Caloi. Foi convocado para integrar a seleção brasileira de ciclismo várias vezes, uma delas nos Jogos Pan-americanos de 2007 (Rio 2007), onde disputou a prova de estrada. Ficou na 26ª posição, sendo que a equipe brasileira conquistou a medalha de bronze. No ano de 2008, foi novamente convocado para a seleção brasileira de ciclismo para disputar o Campeonato Pan-americando de Ciclismo, realizado em Montevidéu, no Uruguai, onde conquistou a medalha de bronze. Foi também atleta reserva da seleção de estrada para os Jogos Olímpicos Beijing 2008 e, em 2011, integrou a seleção brasileira no Campeonato Mundial de Ciclismo, em Copenhagen, na Dinamarca.
Em 2009, passou mais de dois meses no Canadá, defendendo a equipe da Garneu-Club Chaussures. Lá, obteve 8 pódios. Devido à intervenção de Mauro Ribeiro, foi para a Itália em 2010, onde competiu pela equipe MGK Vis-Norda Pacific. No ano seguinte, correu pela equipe Farnese Vini-Neri Sottoli, uma das principais equipes europeias (sendo parte da divisão Pro Continental, que engloba 23 equipes em um nível somente inferior às 18 equipes World Tour).
Entretanto, o papel de gregário na equipe italiana não se encaixava em suas expectativas e, em 2012, voltou ao Brasil para competir pela equipe Funvic-Pindamonhangaba. Em junho deste ano, tornou-se o campeão brasileiro de estrada, atacando na última das 9 voltas da prova e chegando sozinho, 6 segundos à frente do pelotão. Em abril de 2013, venceu a classificação geral do Tour de Santa Catarina, conquistando também a vitória das duas últimas etapas, cruzando a linha de chegada em ambas sozinho. Ao início da 5ª e decisiva última etapa, na qual o pelotão enfrentaria a subida da Serra do Rio do Rastro, Bulgarelli encontrava-se em 2º na classificação geral, a 2 segundos do líder Murilo Ferraz. No último quilômetro da subida da serra, ele atacou o grupo dos favoritos e não foi mais alcançado, cruzando a linha de chegada com vantagem suficiente para vencer a classificação geral 29 segundos à frente de Murilo Ferraz.

## Doping
O atleta testou positivo durante a Volta Ciclística Internacional de 2021 para as seguintes substâncias/métodos: prednisolona e metabólitos 6b-hidroxiprednisolona; 20bdihidroprednisolona; Gw501516 sulfona; Gw501516, sulfoxido. Por isso, foi suspenso por 4 anos pela Autoridade Brasileira de Controle de Dopagem. O período de suspensão é de 29/12/2021 a 28/12/2025.
Otávio Didier Bulgarelli já havia sido suspenso em 2017 por doping, mas, naquela ocasião, acabou inocentado pelo STJD.

## Principais resultados
2006
3º - GP São Paulo
2007
1º - Classificação Geral da Vuelta a Sucre
1º - Etapas 3 e 5
2º - Etapa 9 do Tour de Santa Catarina
2008
4º - Classificação Geral da Volta Ciclística de São Paulo
1º - Etapa 5
6º - Campeonato Pan-Americano CRI
3º  Campeonato Pan-Americano de Estrada
2009
8º - Classificação Geral da Volta de Gravataí
3º - Classificação Geral do Tour de Santa Catarina
1º - Etapa 3
2010
9º - Giro del Casentino
2012
7º - Classificação Geral da Vuelta a Guatemala
2º - Etapa 4 (CRI)
4º - Campeonato Brasileiro de CRI
1º  Campeonato Brasileiro de Ciclismo de Estrada
2013
10º - Classificação Geral do Giro do Interior de São Paulo
1º  Classificação Geral do Tour de Santa Catarina
1º - Etapas 4 e 5
5º - Campeonato Brasileiro de Ciclismo de Estrada
7º - Classificação Geral do Desafio das Américas de Ciclismo
3º - Etapa 1